# اثر مکانیک سیالات در عملکرد خودروهای فرمول یک
اثر مکانیک سیالات در عملکرد خودروهای فرمول یک (به انگلیسی: Fluid Mechanics in Formula One Performance) به بررسی کاربرد اصول مکانیک سیالات در طراحی، تحلیل و بهینه‌سازی خودروهای مسابقات فرمول یک می‌پردازد. در این رقابت‌ها، رفتار جریان هوا در اطراف خودرو تأثیر مستقیمی بر سرعت، چسبندگی، مصرف سوخت و پایداری دارد. در دهه‌های اخیر، آیرودینامیک به یکی از عوامل اصلی برتری تیم‌ها تبدیل شده‌است.

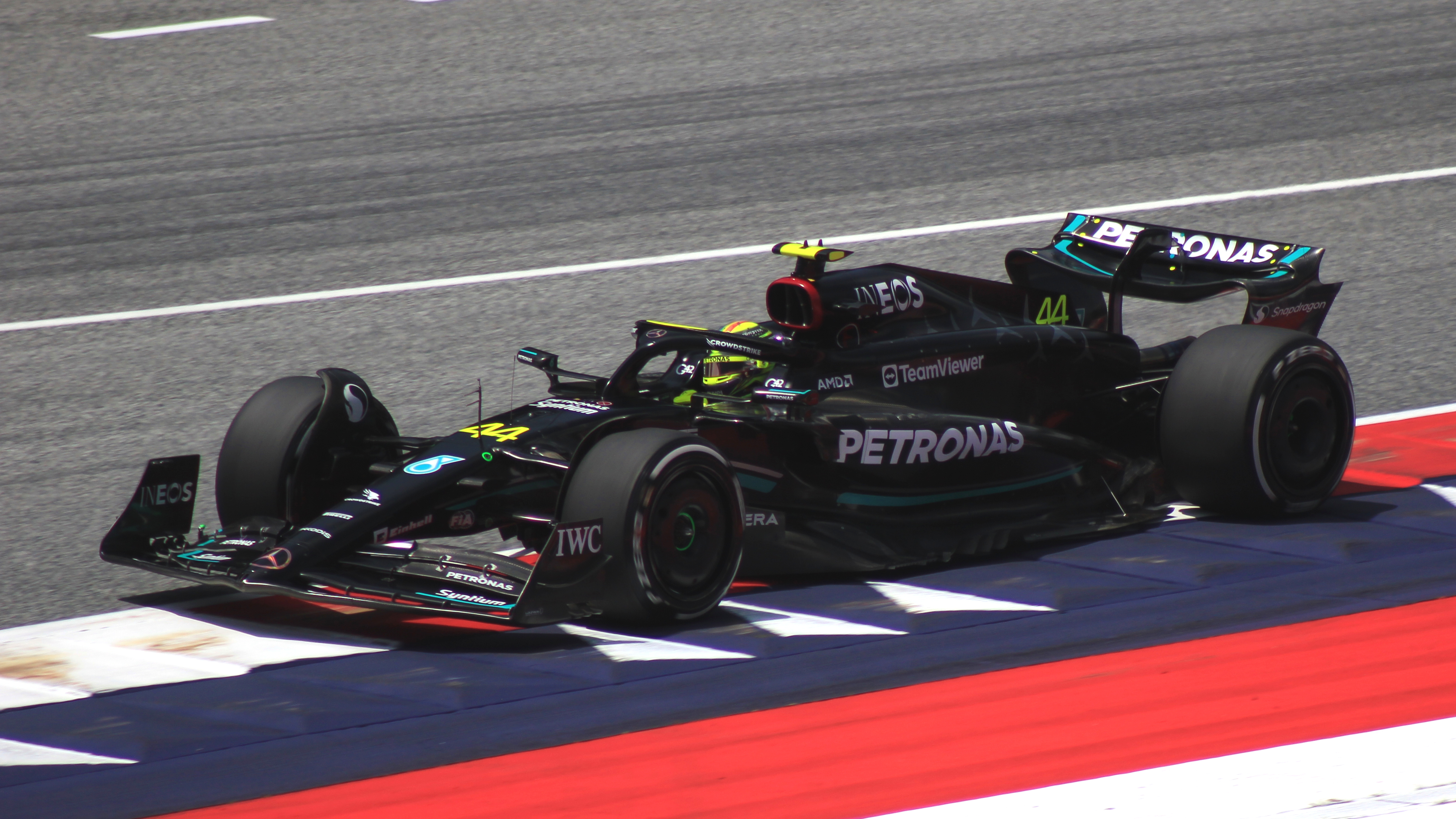
نمایی از خودروی مرسدس W14 در گرندپری اتریش ۲۰۲۳، با تأکید بر اجزای آیرودینامیکی جلو و کناره‌ها

### اهمیت آیرودینامیک در فرمول یک
در سرعت‌های بالای ۳۰۰ کیلومتر بر ساعت، مقاومت هوا (درگ) و نیروهای ناشی از جریان سیال تأثیر قابل‌توجهی بر عملکرد خودرو دارند. تیم‌های فرمول یک با بهره‌گیری از شبیه‌سازی دینامیک سیالات (CFD)، آزمایش در تونل باد و طراحی دقیق قطعات، تلاش می‌کنند تا تعادل بهینه‌ای بین درگ و داون‌فورس برقرار کنند.

### نیروی داون‌فورس (Downforce)
داون‌فورس نیرویی است که خودرو را به سطح زمین می‌فشارد و باعث افزایش اصطکاک تایر با زمین می‌شود. افزایش داون‌فورس، پایداری خودرو در پیچ‌ها را بالا می‌برد. این نیرو از طریق قطعاتی مانند باله جلو، باله عقب، دیفیوزر و کف خودرو تولید می‌شود.

### اجزای آیرودینامیکی کلیدی
| قطعه                     | عملکرد آیرودینامیکی                      | محل نصب           |
| ------------------------ | ---------------------------------------- | ----------------- |
| باله جلو                 | ایجاد داون‌فورس، هدایت جریان به زیر خودرو | جلوی خودرو        |
| باله عقب                 | ایجاد داون‌فورس و پایداری در سرعت بالا    | عقب خودرو         |
| دیفیوزر                  | افزایش مکش زیر خودرو و کاهش فشار         | زیر بخش عقب خودرو |
| بارج‌بورد و شیارهای جانبی | کاهش تلاطم و هدایت جریان جانبی           | کناره‌ها           |

### سیستم DRS
سیستم کاهش درگ (Drag Reduction System یا DRS)، یک مکانیزم فعال است که در مسیرهای مستقیم به راننده اجازه می‌دهد زاویهٔ باله عقب را کاهش دهد. این کار منجر به کاهش درگ و افزایش سرعت در شرایط مجاز سبقت‌گیری می‌شود.

### شبیه‌سازی و آزمایش
برای بهینه‌سازی آیرودینامیک، تیم‌ها از شبیه‌سازی‌های عددی (CFD) و تونل‌های باد استفاده می‌کنند. اطلاعات به‌دست‌آمده با داده‌های حسگرهای خودرو در پیست تطبیق داده می‌شود تا تصمیم‌گیری مهندسی دقیق‌تری انجام شود.

### تحولات تاریخی
در دهه ۱۹۷۰، تیم لوتوس برای اولین‌بار داون‌فورس را به‌صورت مؤثر به کار گرفت. در دهه ۲۰۰۰ استفاده از باله‌های پیچیده و بارج‌بوردها به اوج رسید، اما قوانین FIA در سال‌های ۲۰۰۹ و ۲۰۱۷ برای ساده‌سازی آیرودینامیک تغییر کرد. از سال ۲۰۲۲، قوانین جدید با هدف کاهش اثر "هوای کثیف" و امکان سبقت‌گیری مؤثرتر طراحی شدند.

### مثال‌هایی از نوآوری تیم‌ها
- تیم ردبول در فصل ۲۰۲۳ با طراحی کف نوآورانه، بیشترین داون‌فورس را بدون افزایش درگ تولید کرد.
- تیم مرسدس در فصل ۲۰۲۰ از سیستم DAS (فرمان دوگانه فعال) استفاده کرد که اجازه می‌داد جهت چرخ‌ها در مسیر مستقیم تغییر یابد تا تایرها بهتر گرم شوند.

### تأثیر مقررات FIA
مقررات فنی فدراسیون جهانی اتومبیل‌رانی (FIA) نقش مهمی در طراحی آیرودینامیکی دارند. این قوانین محدودیت‌هایی در ابعاد باله‌ها، ارتفاع کف خودرو، نوع جریان زیر بدنه و نحوهٔ استفاده از سیستم‌های متحرک تعیین می‌کنند تا ایمنی، برابری و سبقت‌گیری در مسابقات افزایش یابد.

### تأثیر در طراحی خودروهای جاده‌ای
تحقیقات آیرودینامیکی فرمول یک تأثیر مستقیمی بر صنعت خودروسازی دارد. بسیاری از فناوری‌های به‌کاررفته در خودروهای سوپر اسپرت، خودروهای برقی و حتی وسایل پرنده بدون سرنشین، از دانش حاصل از این مسابقات الهام گرفته‌اند.